# جيمس برندلي
جيمس برندلي (بالإنجليزية: James Brindley)‏ (1716 - 27 سبتمبر 1772) هو مهندس إنجليزي ولد في قرية تينستاد وعاش معظم حياته في مدينة ليك. وأصبح واحد من أهم المهندسين القرن الثامن عشر.

## مطلع حياته
وُلد برندلي في عائلة ثرية من المزارعين والحرفيين الصغار في منطقة بيك، وهي منطقة كانت معزولة جدًا في تلك الأيام. تلقى تعليمًا رسميًا قليلًا لكن والدته علمته في المنزل. شجعته والدته في سن 17 على التدرب على آلات الطواحين في سوتون في ماكلسفيلد، وسرعان ما أظهر مهارته وقدرته الاستثنائيتين. أسس بعد اكماله التدريب المهني أعمالًا لنفسه كصانع طواحين دوارة في ليك في ستافوردشاير. وسع أعماله في عام 1750 من خلال استئجار متجر طواحين في بورسلم من شخص أصبح صديقه مدى الحياة. سرعان ما اكتسب سمعة وشهرة لإبداعه ومهارته في إصلاح أنواع مختلفة من الآلات. صمم في عام 1752 محركًا لتصريف المياه من مناجم الفحم الرطبة في كليفتون في لانكشاير. بنى بعد ذلك بثلاث سنوات آلة لمصنع الحرير في كونغليتون.

## بداية هندسة القنوات
لفتت سمعة برندلي انتباه دوق بريدج ووتر الثالث الذي كان يبحث عن وسيلة لتحسين نقل الفحم من مناجم الفحم في ورسلي إلى مانشستر.
كلفه الدوق في عام 1759 ببناء قناة لتلك المهمة. تُعتبر قناة بريدج ووتر التي صممها وانتهى منها في عام 1761 أول قناة بريطانية في العصر الحديث (على الرغم من أن قناة سانكي قد تكون بنيت قبلها)، وكانت بمثابة إنجاز تقني مهم. تمثلت مهمة برنديلي كمهندس استشاري. ويُعتبر في كثير من الأحيان العبقري وراء بناء القناة لكن يعتقد بعض المؤرخين الآن أن المصممين الرئيسيين هما الدوق نفسه (الذي حصل على بعض التدريب الهندسي) ووكيل أراضيه المهندس جون جيلبرت. اوكل لبريديلي مهمات للمساعدة في حل مشاكل معينة مثل قناة بارتون بناءً على إصرار جيلبرت. إن ّالميزة الأكثر إثارة للإعجاب في القناة كونها على ارتفاع 12 مترًا (39 قدمًا) فوق نهر إيرويل في بارتون.

## مهندس القنوات الخبير
ذاع صيت برندلي بسرعة وكُلّف ببناء المزيد من القنوات. مدد بريدج ووتر إلى رنكورن وربطها بقناة ترينت وميرسي التي مثلت عمله التالي. لم يقم برندلي حتى ذلك الوقت ببناء أي هويس، فبنى أولاً هويسًا تجريبيًا في تورنهورست حيث اشترى منزلًا بالقرب من القمة، وقد حدد ذلك تصميم القناة الضيقة الذي تتميز به معظم القنوات في ميدلاندز مع هويس علوي واحد وهويس مزدوج سفلي صمم للقوارب الطويلة في ورسلي، والتي عرفت فيما بعد باسم المراكب الضيقة، واعتُمد هذا التصميم لفترة طويلة في القناة الإنجليزية.
اعتقد برندلي أن القنوات ستمكننا من ربط الأنهار العظيمة الأربعة في إنجلترا: المرزي والترينت والسيفرن والتمز. بدأ في عام 1762 مسح مدينتي تشيستر وشروبشاير وفقًا لمذكراته. وقد امتلك خريطة مبدئية لاستمرار دي جنوب وايت شيرش
كان صانعو الفخار المتواجدون حول مدينة ستوك أون ترينت في أمس الحاجة إلى وسيلة أفضل من الخيل لحمل منتجاتهم الهشة، ولذلك أيدوا وصل ستافوردشاير بترينت وإلى مرزي. ستبدأ القناة من رنكورن عبر سلسلة من خمسة وثلاثين هويس، مارة عبر نفق بطول 3000 ياردة (نفق هاركاسل)، ثم تنحدر خلال أربعين هويس إضافي لتتصل بنهر ترينت في منطقة ويلدن فيري، بالقرب من شاردلو. كانت هناك سخرية متزايدة من مخططه، وعلى الرغم من أن القناة فتحت من شاردلو للقرب من ستافورد في عام 1770 فقد استغرق شق النفق 11 عامًا.
كانت قناة ترينت ومرزي الجزء الأول من هذه الشبكة الطموحة، وكانت قناة تشيستر التي بدأ تنفيذها في عام 1772 جزءًا منها أيضا.
على الرغم من أن برندلي ومساعديه قاموا بمسح كامل منطقة النظام المحتمل، إلا أنه لم يعش ليراها مكتملة. افتتح نفق هاركاسل في عام 1777 وبدأ نقل الفحم من ميدلاندز إلى نهر التايمز في أكسفورد في يناير / كانون الثاني عام 1790 بعد حوالي 18 عامًا من وفاة برندلي. لذلك تُرك تطوير الشبكة لمهندسين آخرين مثل توماس تيلفورد.
بنى برندلي طوال حياته 365 ميلاً (587 كم) من القنوات والعديد من الطواحين المائية، بما في ذلك قناة ستافوردشاير وورسيترشاير وقناة كوفنتري وقناة أكسفورد وغيرها الكثير من القنوات، كما بنى طاحونة مائية في ليك.

## سنواته الأخيرة ونعوته
تزوج برندلي من آن هينشال في 8 ديسمبر / كانون الأول عام 1765 عندما كان عمره 49 عامًا وكانت هي في التاسعة عشرة من عمرها. شارك هيو هينشال شقيق آن في بناء قناة مانشستر وبولتون وبوري. أنجب الزوجان ابنتين هما آن وسوزانا.
بدأ العمل في قناة شيسترفيلد في عام 1771، وغرق في عاصفة ممطرة شديدة أثناء مسح قسم جديد من قناة ترينت وميرسي بين فروغهول وليك. حدث ذلك عدة مرات من قبل لكنه لم يتمكن هذه المرة من تجفيف نفسه بشكل صحيح في النزل الذي كان يقيم فيه وأصيب بالبرد. مرض وعاد إلى منزله في تورنهورست في ستافوردشاير، حيث أتى إراسموس داروين لمعالجته واكتشف أنه يعاني من مرض السكري.
توفي جيمس برندلي في تورنهورست بالقرب من نفق هاركاستل غير المكتمل في 27 سبتمبر / أيلول عام 1772. دفن في 30 سبتمبر / أيلول بعد تسعة أيام من الانتهاء من قناة برمنغهام في سانت جيمس في نيو تشابل في ستافوردشاير في إنجلترا. تُظهر العلامة التذكارية في الكنيسة تاريخ وفاته في 25 سبتمبر / أيلول. مكتوب على قبره: «جيمس برندلي، مهندس من تورنهورست، دفن في 30 سبتمبر / أيلول عام 1772 عن عمر ناهز 56 عامًا.»
تزوجت أرملة برندلي في عام 1775 من روبرت ويليامسون، أحد مساعدي برندلي، وعاشت حتى عام 1799.

## روابط خارجية
- جيمس برندلي على موقع الموسوعة البريطانية (الإنجليزية)